# Xylopia subdehiscens
Xylopia subdehiscens är en kirimojaväxtart som först beskrevs av George King och som fick sitt nu gällande namn av James Sinclair.
Xylopia subdehiscens ingår i släktet Xylopia och familjen kirimojaväxter. Inga underarter finns listade i Catalogue of Life.